# Marcel Faure (roman)
Pour les articles homonymes, voir Marcel Faure et Faure.
Marcel Faure est un roman social écrit par Jean-Charles Harvey, paru en 1922. 

## Thème du roman
Marcel Faure est avant tout un roman social. Il décrit l'ascension sociale d'un commerçant qui décide de créer de toutes pièces une petite ville modèle. Il y a dans le roman une critique de l'éducation et incidemment, du clergé et il y a, de plus, une touche de sensualité, voire d'érotisme, ce qui va entrainer l'hostilité des autorités ecclésiastiques locales...

## Publication
Bien que le roman ne connaisse pas la censure officielle comme pour Les Demi-civilisés, la publication du roman présage des problèmes auquel aura à faire face Jean-Charles Harvey dans ses romans suivants. 
Un de ses amis lui suggère peu avant la publication de supprimer l'édition, de peur d'indisposer certaines puissances. Quand il offre un exemplaire au rédacteur en chef du Soleil, Henri Gagnon, celui-ci lui dit: « Ce livre vous fera des ennemis et me mettra peut-être moi-même dans l'embarras. Pourquoi vous créer des complications, mon cher Harvey ? Vous êtes ici à Québec et non à Montréal. C'est une ville où l'opinion du clergé fait loi. Si vous le permettez, je soumettrai le volume à un prêtre de mes amis. ». À la suite de l'avis de ce prêtre, un certain Antonio Huot, qui est défavorable au roman, Henri Gagnon propose à Harvey de racheter toute l'édition pour la détruire. Harvey décide plutôt de demander à l'abbé Camille Roy de l'Université Laval qui lui dit que « l'ouvrage n'est pas pour tous » mais qu'il serait dommage qu'il soit retiré du marché. Il lui reprochera plus tard  malgré la thèse honnête, l'utilisation de trop de mots sensuels.
À l'Assemblée législative du Québec, le roman provoqua un certain émoi quand l'opposition conservatrice reprocha au gouvernement l'achat de 150 exemplaires.